# Klaas Stoffels
Klaas Stoffels (Westzaan, 12 november 1857 - Den Haag, 27 juli 1921) was een Nederlands architect, gevestigd in Den Haag.
Stoffels bouwde vooral in een eclectische stijl met neorenaissance en neoromaanse invloeden.
Zelf doopsgezind zijnde ontwierp hij verscheidene vermaningen, kerkgebouwen voor doopsgezinde gemeentes:
- De Paleiskerk in de Paleisstraat in Den Haag (1886, neoromaans),
- De Doopsgezinde kerk in Middelburg in Zeeland (1889, neorenaissance),
- De doopsgezinde kerk van Vlissingen van 1890, aan de Nieuwe Kolveniersstraat (nu Glacisstraat/Van Dishoeckstraat), verwoest door een bombardement in 1944.

Ook ontwierp hij het voorgebouw met toren voor de kerk Het Lam van Aardenburg (1888, neorenaissance).
Verder ontwierp hij in 1891 voor de Grote Vermaning in Haarlem een nieuwe kansel.
Voorts ontwierp hij statige huizen aan het Haagse Sweelinckplein (1897), waarvoor hij een (tweede) prijs ontving.
Verder was Stoffels de ontwerper van de eerste portiekwoningen in Den Haag, aan de Delftselaan (1901).

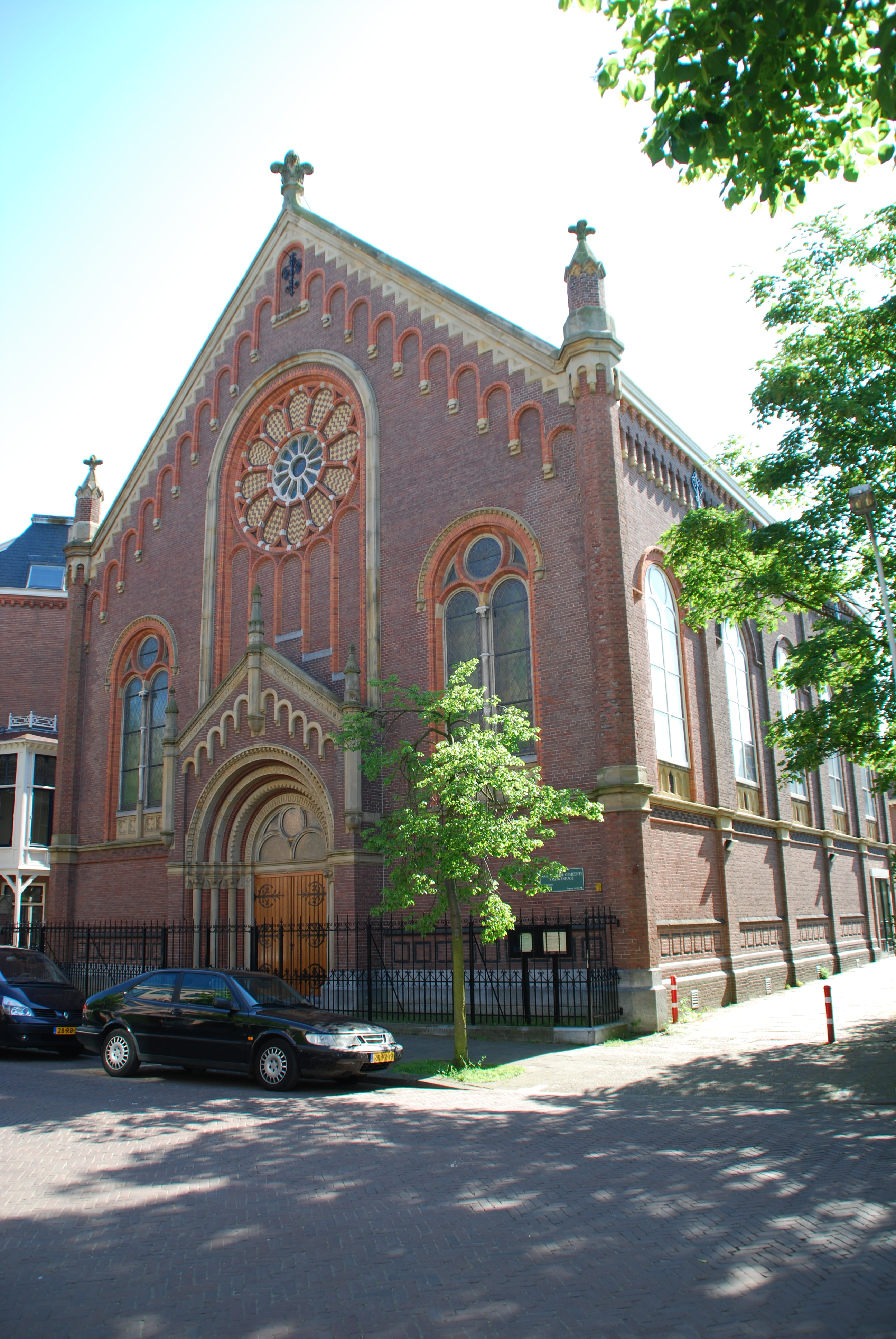
Paleiskerk (Den Haag)
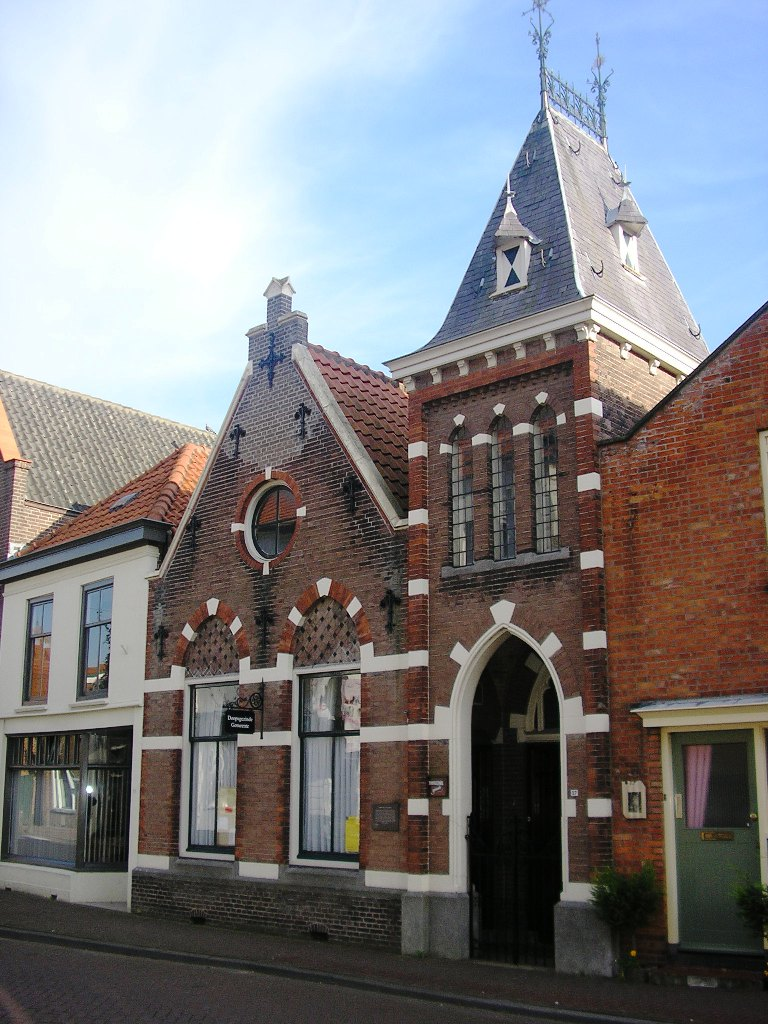
Het Lam van Aardenburg
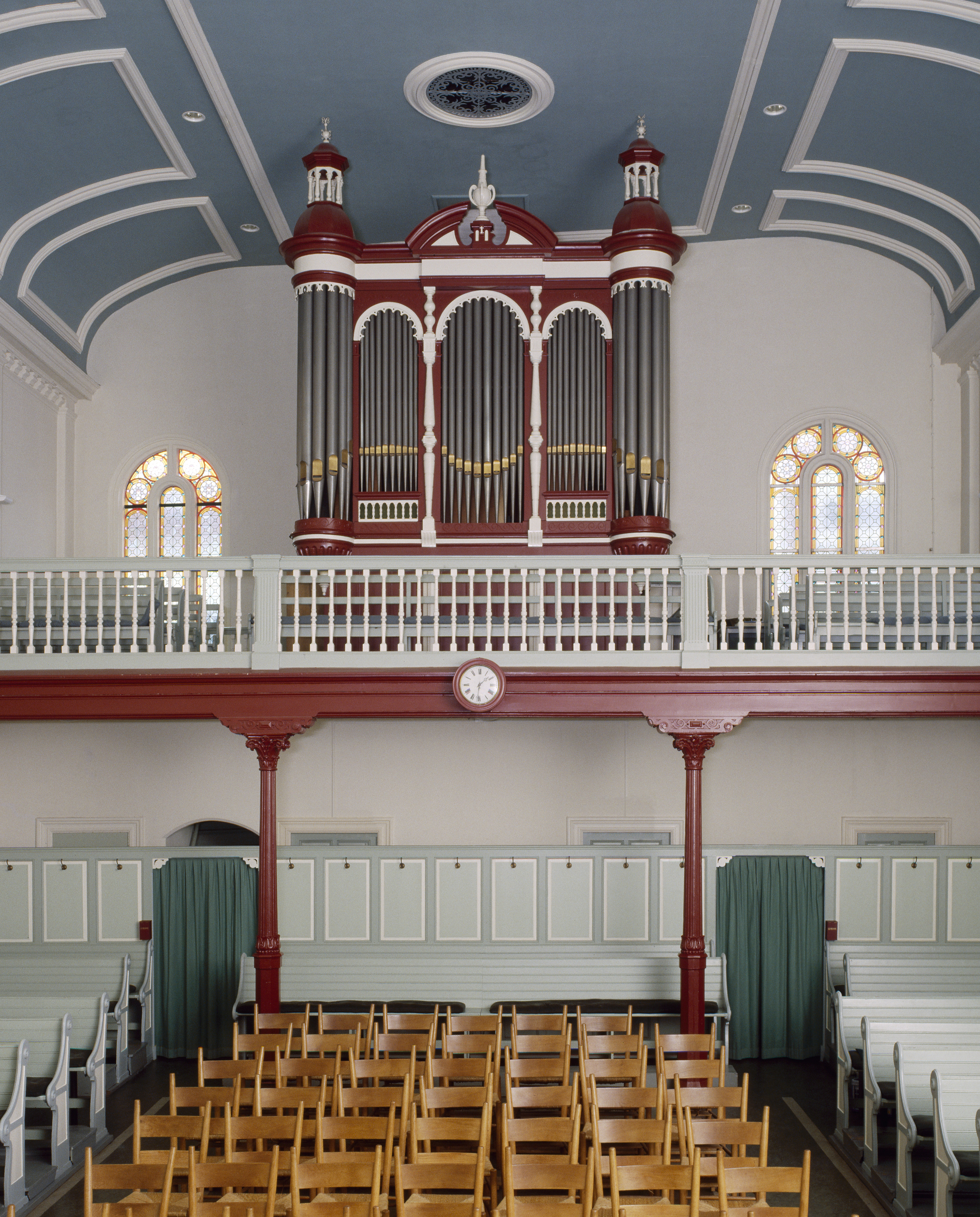
Doopsgezinde kerk in Middelburg, met orgel
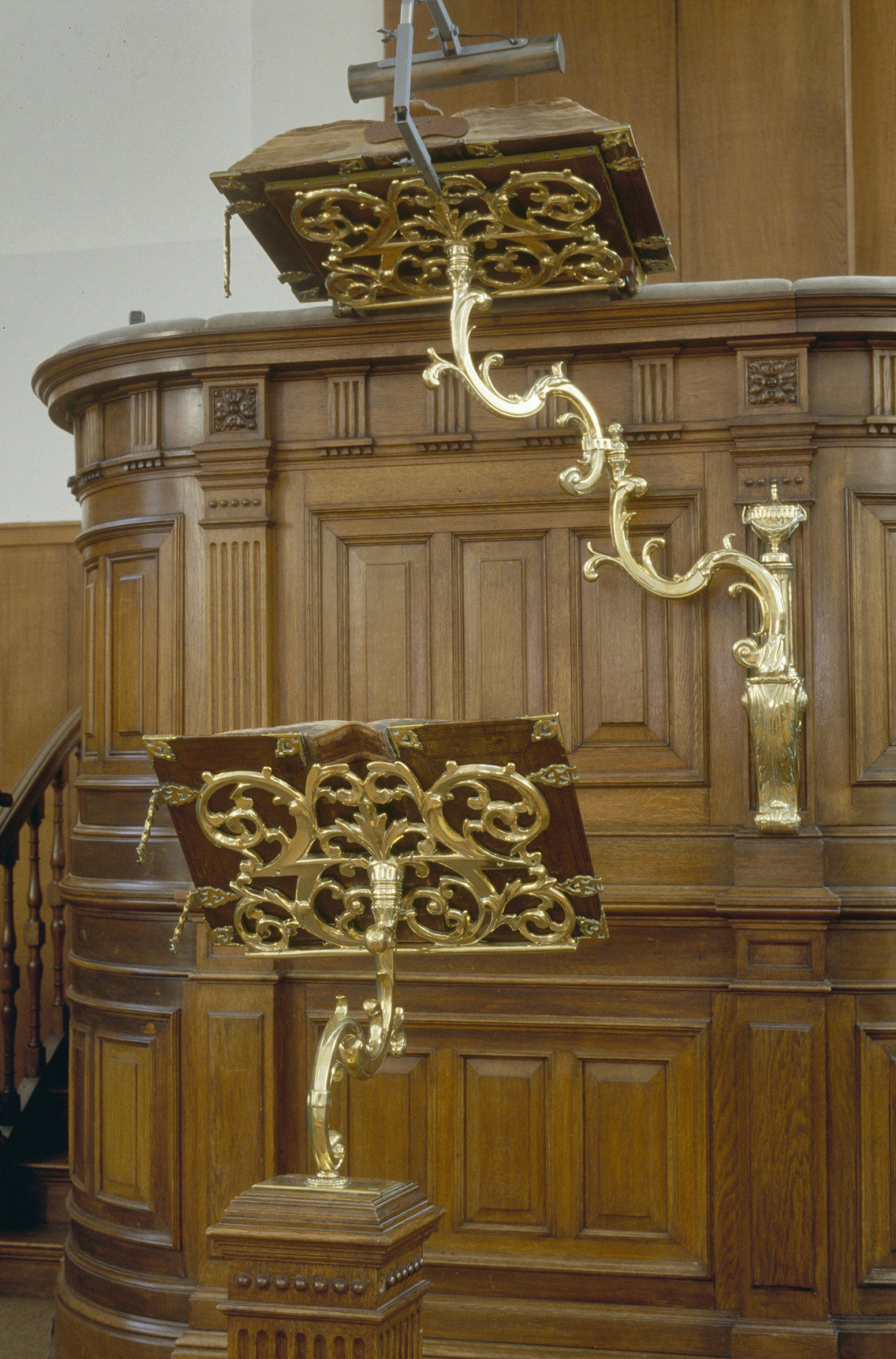
Kansel in de Grote Vermaning (Haarlem)
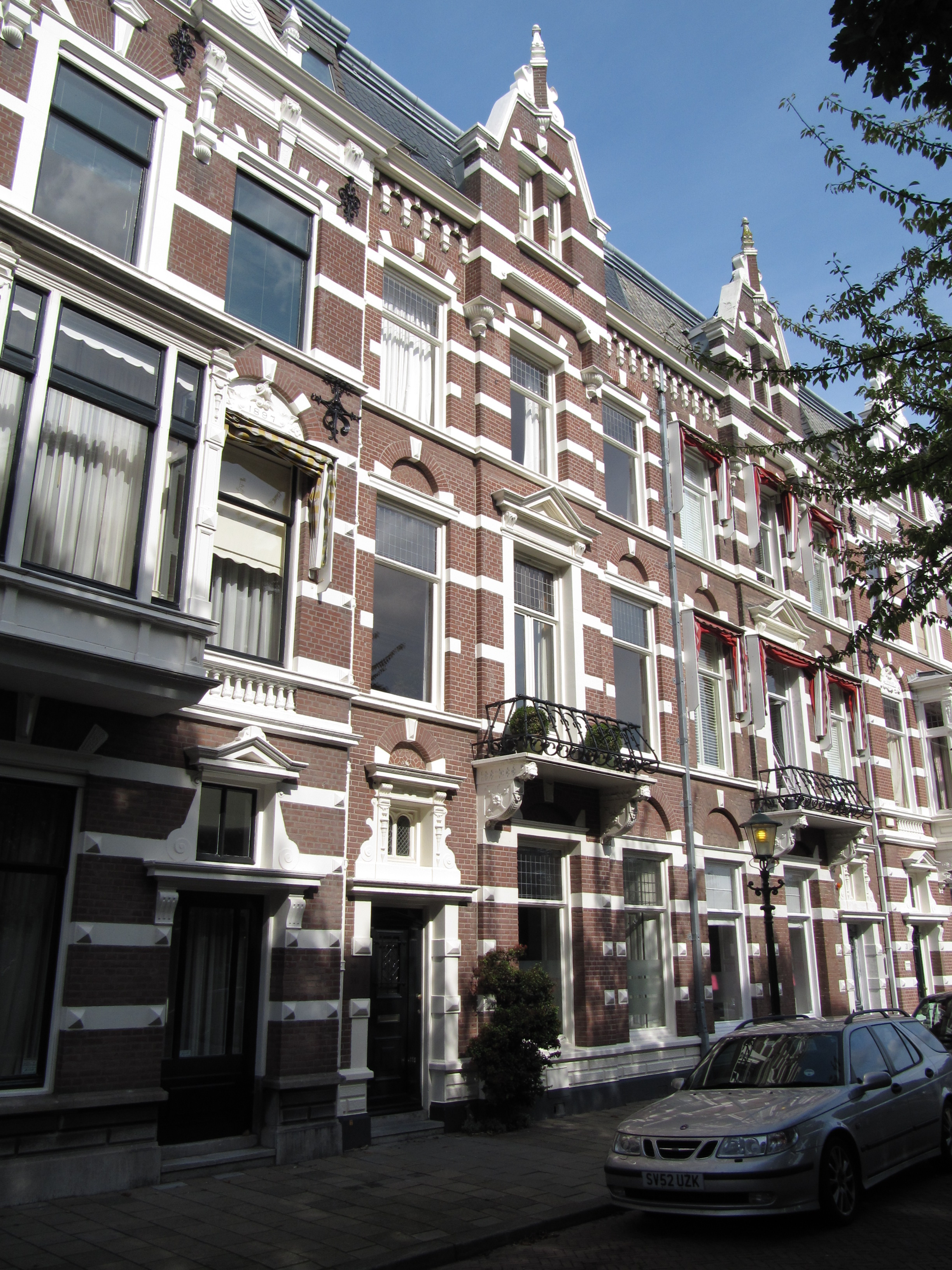
Sweelinckplein 29-31